# Zombeteiro-de-bico-vermelho
O zombeteiro-de-bico-vermelho  (Phoeniculus purpureus) é um pássaro originário do sul da África.

## Características
Tais aves costumam viver em "gangues" de mais de 12 elementos e, quando encontram adversários, ocorrem disputas vocais com cantos agressivos.